# Beker van de Subkarpaten
De Beker van de Subkarpaten (Puchar Uzdrowisk Karpackich) was een eendaagse wielerwedstrijd die werd verreden in de Poolse regio Subkarpaten. De wedstrijd werd voor het eerst georganiseerd in 2002 en maakte sinds 2005 deel uit van de UCI Europe Tour in de categorie 1.2. De edities van 2020 en 2021 waren aanvankelijk wel gepland, echter werden deze afgelast in verband met de coronapandemie. In 2022 stond de race niet meer op de kalender.

## Lijst van winnaars

### Meervoudige winnaars
| Overwinningen | Renner          | Land  | Jaren      |
| ------------- | --------------- | ----- | ---------- |
| 2             | Adrian Honkisz  | Polen | 2013, 2015 |
| 2             | Maciej Paterski | Polen | 2017, 2018 |

### Overwinningen per land
| Overwinningen | Land                 |
| ------------- | -------------------- |
| 13            | Polen                |
| 2             | Duitsland, Slowakije |
| 1             | Italië               |